# Sebastiaen Vrancx
Sebastiaen Vrancx (døbt 22. januar 1573 i Antwerpen, død 19. maj 1647 sammesteds) var en flamsk maler.
Han blev elev af Adam van Noort i Antwerpen og uddannede sig videre på en rejse i Italien. I 1612 blev han dekan for Sankt Lukasgildet i sin fødeby. I Rijksmuseum i Amsterdam ses blandt mange andre arbejder Marked i en flamsk by. Videre mærkes: Barmhjertighedens syv værker (Hannover Museum), Fest i en slotspark (Kunstmuseet i København), Pilegrimme i nærheden af en by (Münchens Pinakotek) m. v.